# Кутана (Алданский район)
Кутана (якут.  ) — село в Алданском районе Якутии (Россия). Является центром и единственным населённым пунктом национального наслега Анамы.

## География
Село расположено на берегу реки Алдан, в 580 км от Алдана. Является самым отдаленном поселением района.

## История
Согласно Закону Республики Саха (Якутия) от 30 ноября 2004 года N 173-З N 353-III село возглавило образованное муниципальное образование Национальный наслег Анамы.

## Население
| 2002 | 2010 | 2011 | 2012 | 2013 | 2014 | 2015 | 2016 | 2017 | 2018 |
| ---- | ---- | ---- | ---- | ---- | ---- | ---- | ---- | ---- | ---- |
| 658  | ↘573 | ↘568 | ↘548 | ↘540 | ↗542 | ↗552 | ↘550 | ↘538 | ↘530 |
| 2019 | 2020 | 2021 |      |      |      |      |      |      |      |
| ↘524 | ↗534 | ↘530 |      |      |      |      |      |      |      |

Национальный состав
Большинство жителей эвенки.

## Инфраструктура
МКОУ «СОШ № 7 с. Кутана». Музей
Развиты мясо-молочное скотоводство и мясное табунное коневодство, охота.

## Транспорт
Сложное транспортное сообщение: летом — водный транспорт, зимой — зимник.